# Lijst van voetbalinterlands Equatoriaal-Guinea - Gambia
Deze lijst van voetbalinterlands is een overzicht van alle officiële voetbalwedstrijden tussen de nationale teams van Equatoriaal-Guinea en Gambia. De Afrikaanse landen speelden tot op heden twee keer tegen elkaar. De eerste ontmoeting, een vriendschappelijke wedstrijd, werd gespeeld op 29 maart 2011 in Malabo. Het laatste duel, eveneens een vriendschappelijke wedstrijd, vond plaats in Marrakesh (Marokko) op 6 juni 2025.

## Wedstrijden
| № | Plaats    | Datum         | Competitie        | Wedstrijd                   | Uitslag |
| - | --------- | ------------- | ----------------- | --------------------------- | ------- |
| 1 | Malabo    | 29 maart 2011 | Vriendschappelijk | Equatoriaal-Guinea – Gambia | 1 – 0   |
| 2 | Marrakesh | 6 juni 2025   | Vriendschappelijk | Equatoriaal-Guinea − Gambia | 1 − 2   |

## Samenvatting
| Competitie        | Totaal gespeeld | Winst Equat.-Guinea | Gelijk | Winst Gambia | Doelsaldo Equat.-Guinea – Gambia |
| ----------------- | --------------- | ------------------- | ------ | ------------ | -------------------------------- |
| Vriendschappelijk | 2               | 1                   | 0      | 1            | 2 − 2                            |
| Totaal            | 2               | 1                   | 0      | 1            | 2 − 2                            |

Wedstrijden bepaald door strafschoppen worden, in lijn met de FIFA, als een gelijkspel gerekend.
FEF · A-internationals · Selecties · Equatoriaal-Guinees vrouwenelftal
1970 – 1979 · 
1980 – 1989 · 
1990 – 1999 · 
2000 – 2009 · 
2010 – 2019 ·
2020 − 2029
1975 · 
1976 · 
1977 · 
1978 · 1979 · 1980 · 
1981 · 
1982 · 1983 · 
1984 · 
1985 · 
1986 · 
1987 · 
1988 · 
1989 · 
1990 · 
1991 · 1992 · 1993 · 1994 · 1995 · 1996 · 1997 · 
1998 · 
1999 · 
2000 · 
2001 · 
2002 · 
2003 · 
2004 · 
2004 · 
2005 · 
2006 · 
2007 · 
2008 · 
2009 · 
2010 · 
2011 · 
2012 · 
2013 · 
2014 · 
2015 · 
2016 · 
2017 ·
2018 ·
2019 ·
2020 ·
2021 ·
2022 ·
2023 ·
2024
Algerije ·
Andorra ·
Angola ·
Benin ·
Botswana ·
Burkina Faso ·
Cambodja ·
Centraal-Afrikaanse Republiek ·
Congo-Brazzaville ·
Congo-Kinshasa ·
Djibouti ·
Egypte ·
Estland ·
Gabon ·
Gambia ·
Ghana ·
Guinee ·
Guinee-Bissau ·
Ivoorkust ·
Kaapverdië ·
Kameroen ·
Kenia ·
Kosovo ·
Libanon ·
Liberia ·
Libië ·
Madagaskar ·
Malawi ·
Mali ·
Marokko ·
Mauritanië ·
Mauritius ·
Namibië ·
Niger ·
Nigeria ·
Rwanda ·
Saoedi-Arabië ·
Sao Tomé en Principe ·
Senegal ·
Sierra Leone ·
Soedan ·
Spanje ·
Tanzania ·
Togo ·
Tsjaad ·
Tunesië ·
Zambia ·
Zuid-Afrika ·
Zuid-Soedan
GFA · A-internationals · Olympische elftal · Gambiaans vrouwenelftal
Algerije ·
Angola ·
Benin ·
Burkina Faso ·
Burundi ·
Centraal-Afrikaanse Republiek ·
China ·
Comoren ·
Congo-Brazzaville ·
Congo-Kinshasa ·
Denemarken ·
Djibouti ·
Equatoriaal-Guinea ·
Gabon ·
Ghana ·
Guinee ·
Guinee-Bissau ·
Ivoorkust ·
Kaapverdië ·
Kameroen ·
Kenia ·
Kosovo ·
Lesotho ·
Liberia ·
Libië ·
Luxemburg ·
Madagaskar ·
Mali ·
Marokko ·
Mauritanië ·
Mexico ·
Namibië ·
Nieuw-Zeeland ·
Niger ·
Nigeria ·
Oeganda ·
Saoedi-Arabië ·
Senegal ·
Seychellen ·
Sierra Leone ·
Tanzania ·
Togo ·
Tsjaad ·
Tunesië ·
Verenigde Arabische Emiraten ·
Zambia ·
Zuid-Afrika ·
Zuid-Soedan